# Scott Henderson

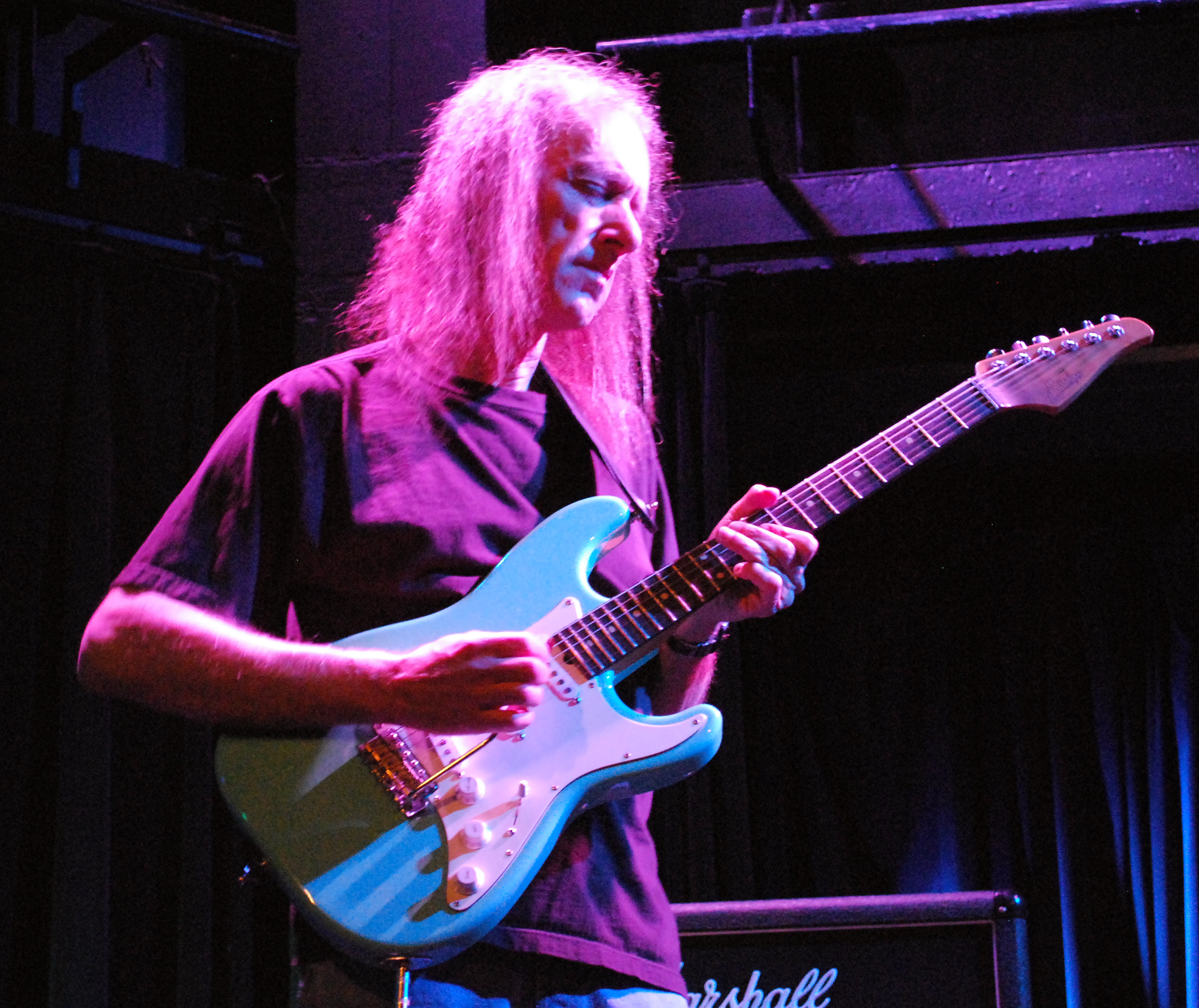
Scott Henderson (2010)

Scott Henderson é um guitarrista de fusion melhor conhecido pelo seu trabalho na banda Tribal Tech. É um dos mais aclamados guitarristas da atualidade, e sua habilidade de improvisação é muito bem reconhecida.

## Biografia
Nascido na Flórida nos EUA, Scott Henderson começou a tocar guitarra aos 13 ou 14 anos, inicialmente influenciado pelo trabalho de Jimmy Page. Em sua formação musical, muitos anos foram gastos ouvindo rock, blues, funk e soul, e seus interesses em jazz apareceram depois graças à música de John Coltrane, Miles Davis e outros.
Após se formar na Florida Atlantic University, Henderson se mudou para Los Angeles e começou sua carreira tocando com o violinista Jean-Luc Ponty, o baixista Jeff Berlin, e zawinul syndicate. Sua primeira gravação foi no disco de Chick Corea chamado "Elektric Band", nesse álbum Scott tocou solos de Fusion com seu fraseado único.

### Tribal Tech
Scott formou o Tribal Tech com o baixista Gary Willis em 1984. Fez turnês e gravou com a banda até a separação deles após o álbum Rocket Science em 2000. Durante esse tempo se moveu diretamente para o modo de tocar guitarra do jazz/Fusion. Em 1991 foi nomeado o melhor guitarrista de Jazz pela revista Guitar World, e em janeiro de 1992 foi eleito o melhor guitarrista de Jazz pelo Guitar Player magazine's Annual Reader's Poll.

### Atualmente
Scott Henderson voltou para as raízes de blues, lançando o aclamado álbum Dog Party em 1994. Seu último disco solo, Scott Henderson LIVE, segue essa tendência, e seu trabalho se transforma em  funk/jazz fusion.
Scott Henderson atualmente da aulas no Guitar Institute of Technology, que faz parte do Musicians Institute em Hollywood, California.